# Служба державної безпеки (СФРЮ)
Служба державної безпеки (сербохорв. Служба државне безбедности/Služba državne bezbednosti), до 1966 року Управління державної безпеки (сербохорв. Управа државне безбедности/Uprava državne bezbednosti) — орган державного управління часів Другої Югославії, який поєднував функції служби безпеки, розвідувального агентства ‎і таємної поліції. Створена 1946 року внаслідок реорганізації Відділення захисту народу.. Припинила діяльність під цією назвою з розпадом СФРЮ.
Попри те, що УДБА діяла стриманіше, ніж служби безпеки в інших комуністичних державах Східної Європи, вона все одно залишалася страхітливим знаряддям контролю. Припускається, що ця спецслужба несе відповідальність за «ліквідацію» десятків ворогів держави в Югославії та поза нею (за оцінками близько 200 убивств і викрадень): від провідників хорватських усташів часів Другої світової війни Анте Павелича і В'єкослава Лубурича (в Аргентині та Іспанії) до письменників-емігрантів хорвата Бруно Бушича і серба Драгіші Кашиковича та косовсько-албанського правозахисника Енвера Хадрі, хоча слід відрізняти воєнних злочинців від тих, кого вбито лише за інакодумство або з політичних причин.

## Історія

### Виникнення і завдання Управління державної безпеки

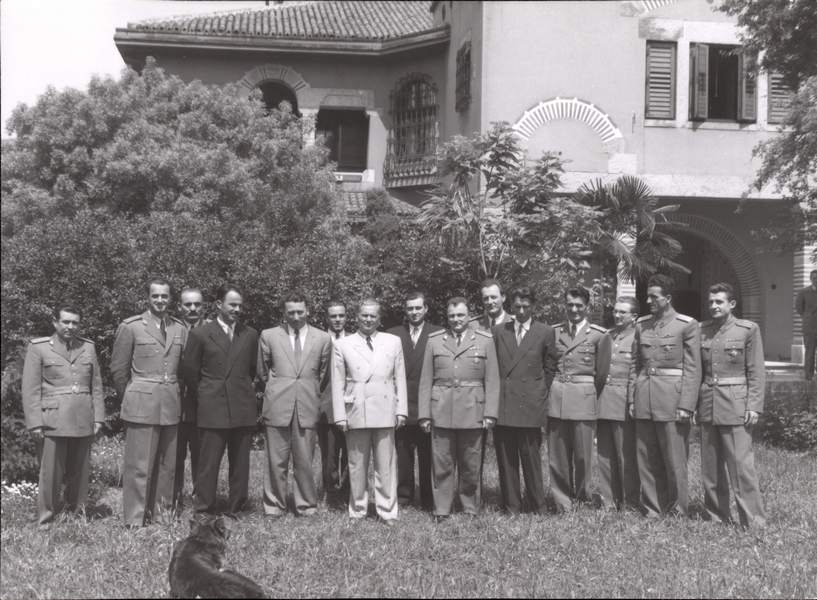
Йосип Броз Тіто з представниками УДБА, 1951.

1946 року тодішню службу безпеки югославської комуністичної влади — Управління захисту народу (скорочено «ОЗНА») було реорганізовано шляхом поділу на цивільний та військовий сектори. З першого і другого відділів ОЗНА було утворено Управління державної безпеки при Міністерстві внутрішніх справ ФНРЮ, а з третього відділу ОЗНА утворилася контррозвідувальна служба (КОС) Югославської армії при Міністерстві народної оборони ФНРЮ.
Управління державної безпеки діяло за тими самими принципами, що й радянський Комітет державної безпеки (КДБ). Являючи собою цивільну контррозвідувальну службу, воно входило до складу Міністерства внутрішніх справ (згодом Союзного секретаріату внутрішніх справ) і складалося з чотирьох основних відділів, які займалися:
- внутрішніми ворогами
- еміграцією
- іноземними розвідувальними службами
- технікою стеження і прослуховування

У перші післявоєнні роки УДБА займалася ліквідацією ворогів нової влади, найчастіше з числа членів партій та інших політичних сил, переможених у Другій світовій війні. З 1948 одним із головних завдань УДБА стала ліквідація «внутрішнього ворога», до якого входили навіть члени Комуністичної партії Югославії, підозрювані у схваленні відомої резолюції Інформбюро та підтриманні таємних зв'язків із Радянським Союзом. Завдяки цьому УДБА здобула величезну владу, чим почала загрожувати і самому Голові СФРЮ Йосипу Брозу Тіто, що привело до IV (т. зв. Бріонського) пленуму Центрального Комітету Союзу комуністів Югославії, який відбувся в липні 1966 на острові Бріуни (Бріоні), де з усіх попередніх посад було зміщено Александра Ранковича — тоді другу людину в Югославії.
Також тоді було реорганізовано Управління державної безпеки зі зміною назви на Службу державної безпеки (скорочено СДБ). Попри це СДБ, як і її республіканські відгалуження, населення в розмовній мові і далі називало «УДБА», а її співробітників — удбашами.

### Служба державної безпеки
Зміщення у липні 1966 року Александра Ранковича через нібито прослуховування самого Тіто потягло за собою реорганізацію Управління державної безпеки, спрямовану на чистку серед її співробітників із метою залишити на службі тільки вірні йому кадри. Було замінено все керівництво УДБА, а також Союзного секретаря внутрішніх справ СФРЮ Светислава Стефановича Чечу.
1967 року спецслужбу було федералізовано, тобто кожна республіка федерації одержала свою власну службу безпеки, а на федеральному рівні залишилася Союзна служба державної безпеки, повноваження якої дедалі зменшувалися. Таким чином, в останні десятиліття її існування СДБ складалася з вісьмох напівнезалежних організацій таємної поліції — по одній на кожну із шістьох югославських союзних республік і на кожен із двох автономних країв — роботу яких координувало центральне керівництво у столиці Белграді.
СДБ і далі переймалася ліквідацією інакодумців, але більше за кордоном.

### Після розпаду Югославії
Після розпаду СФРЮ республіки, що відкололися, створили власні служби безпеки, і тільки Служба державної безпеки Сербії та Чорногорії зберегла назву епохи УДБА. 
Після краху комуністичної влади значна частина «удбашів» у Хорватії під оперативним керівництвом Йосипа Манолича перейшла в новостворені хорватські спецслужби. У Хорватії, за даними на 2011 рік, середня пенсія «працівників на певних роботах» (УДБА), які мали пільгові пенсії, становила 3 736,47 кун, її отримують 16 314 осіб.
Сорок п'ять років співробітники УДБА збирали дані про т. зв «ворогів народу». Кілька десятків тисяч досьє тепер знаходяться в Хорватському державному архіві. Будь-який громадянин, який забажає, після певної процедури може ознайомитися зі складеним на нього досьє. Тоді як східні німці, румуни та чехи можуть бачити досьє та імена агентів, які за ними слідкували, у Хорватії можна побачити лише кодові імена агентів.